# Castellazzo di Camastra
Il castellazzo di Camastra è una costruzione fortificata sita a Camastra, comune italiano della provincia di Agrigento in Sicilia.

## Descrizione
L'edificio, di cui restano solo alcuni resti, è situato sulla cima del monte Akragante, a 542 m s.l.m.; presenta una sovrapposizione di vari insediamenti: alcuni resti sono riconducibili all'età paleolitica, altri rappresentano ciò che rimane delle mura ciclopiche, con massi di forma irregolare, e di una scala ricavata nella roccia.
Ancora oggi si può osservare una terrazza del XVI secolo, a forma di torre, e i resti di una necropoli di età cristiana sita nelle vicinanze del castellazzo.